# Hirden
Hirden (el Hird) fue una organización paramilitar uniformada durante la ocupación de Noruega por la Alemania nazi, modelada de la misma manera que las Sturmabteilung alemanas.

## Descripción general
El partido fascista de Vidkun Quisling, el Nasjonal Samling, utilizaba con frecuencia palabras y símbolos de la antigua era vikinga nórdica. Durante la Segunda Guerra Mundial, la membresía era obligatoria para todos los miembros del Nasjonal Samling. En total, alrededor de 8.500 noruegos fueron miembros de Hirden durante la guerra. La organización se disolvió después de la liberación y muchos de sus antiguos miembros fueron procesados y condenados por traición y colaboracionismo.

## Historia
Durante la ocupación alemana, Hirden adquirió un carácter más militar. La intención era que formara el núcleo de un futuro ejército nazi noruego, y en 1942 se crearon una "hirdmarine" (Armada Hirden) y un "Hirdens flykorps" (cuerpo de la fuerza aérea Hirden) además del Hirden real, el Rikshirden. Sin embargo, muchos miembros de Hirden se ofrecieron como voluntarios para las unidades militares noruegas en la guerra en el lado alemán o sirvieron como guardias en los diversos campos de prisioneros. Hirden tenía un amplio poder para realizar operaciones contra los disidentes, independientemente de todas las autoridades policiales, muchas de las cuales incluían el uso de la violencia.
Un artículo de Dagsavisen de 2014 decía que "8 de cada 10 murieron en los campos de prisioneros donde Hirden cumplía funciones de guardia bajo el mando de las SS".

## Galería

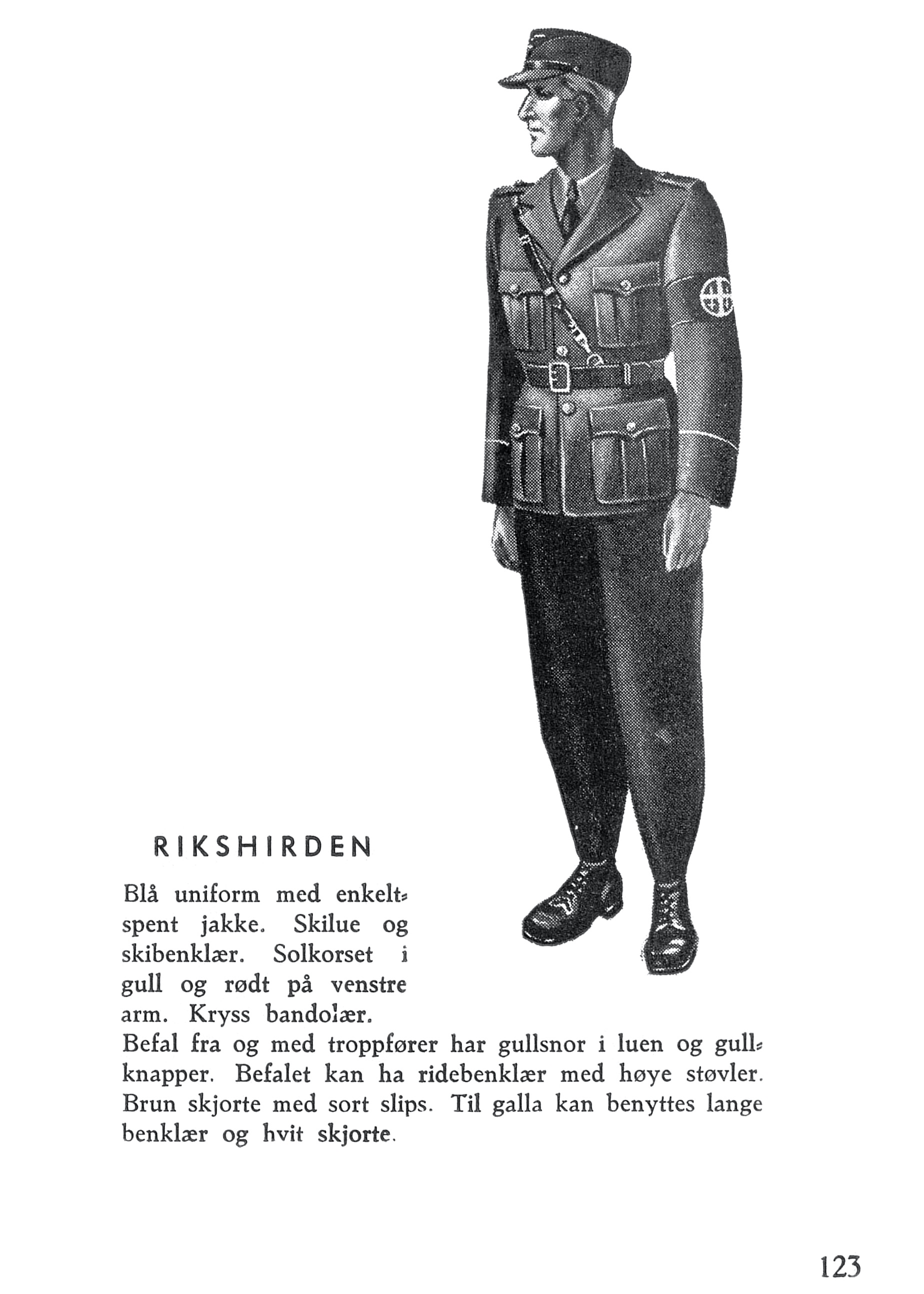
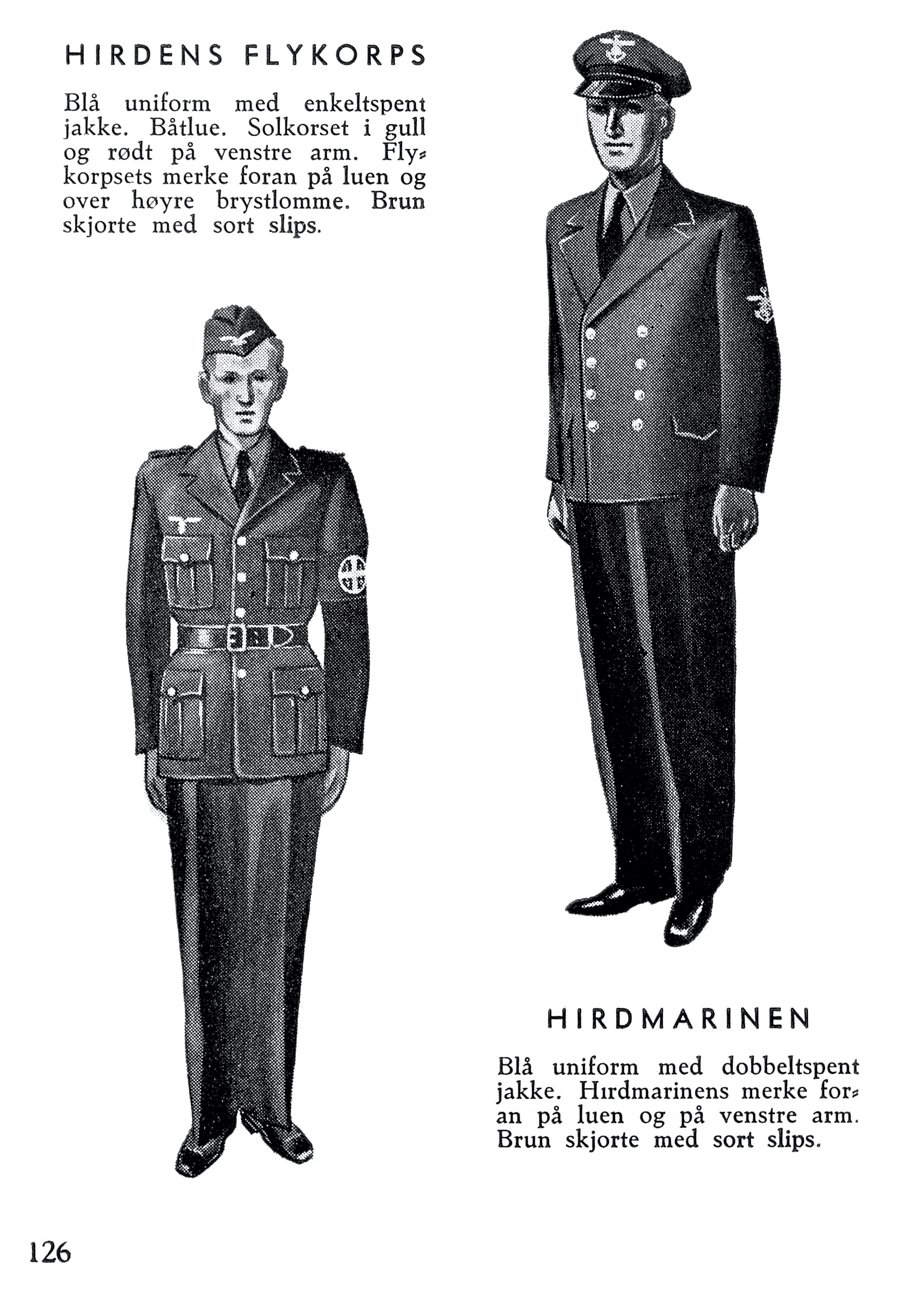
Uniforme de la Armada Hird, la Hirdmarinen.
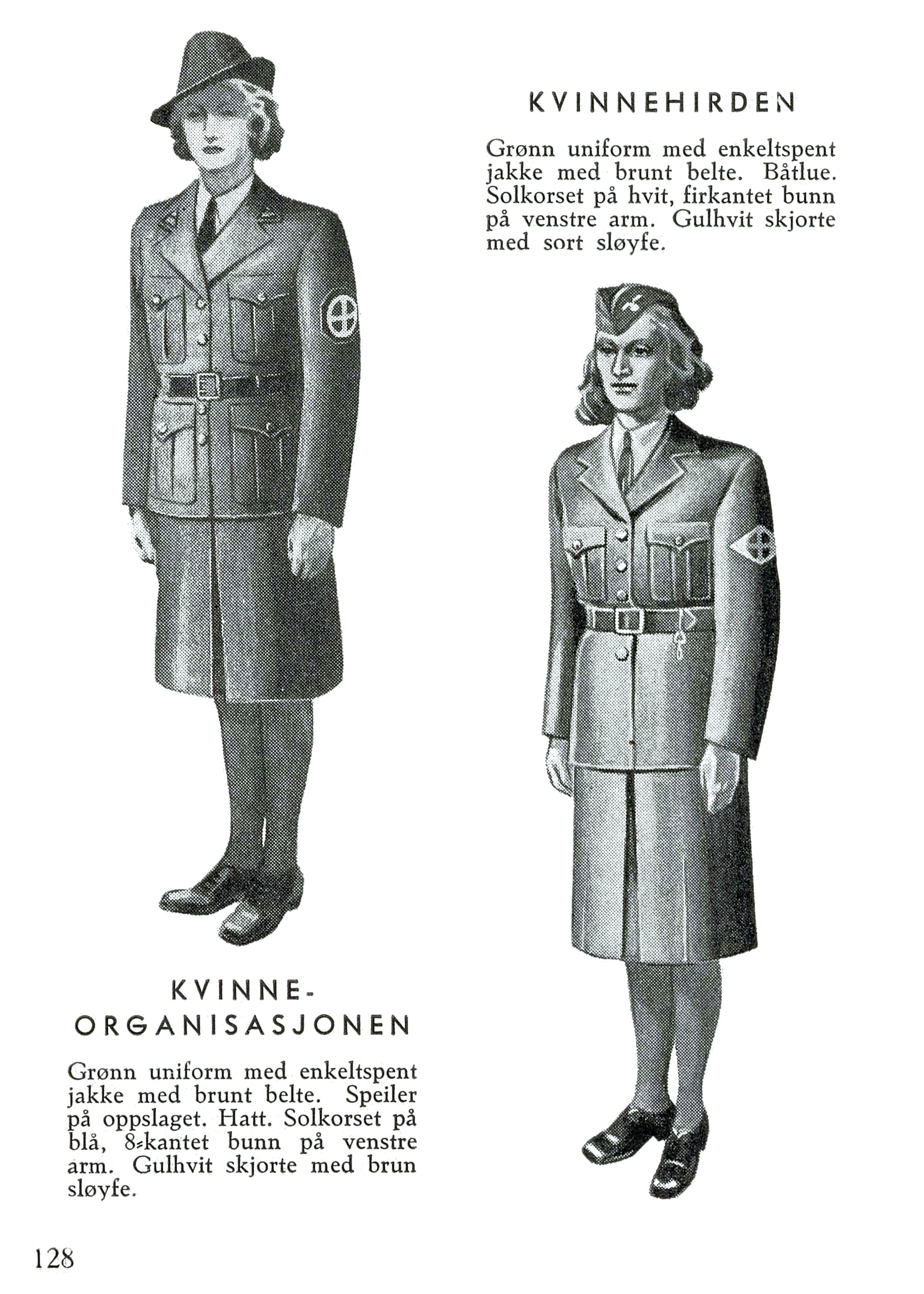
Uniforme de la sección femenina Hird, la Kvinnehirden.
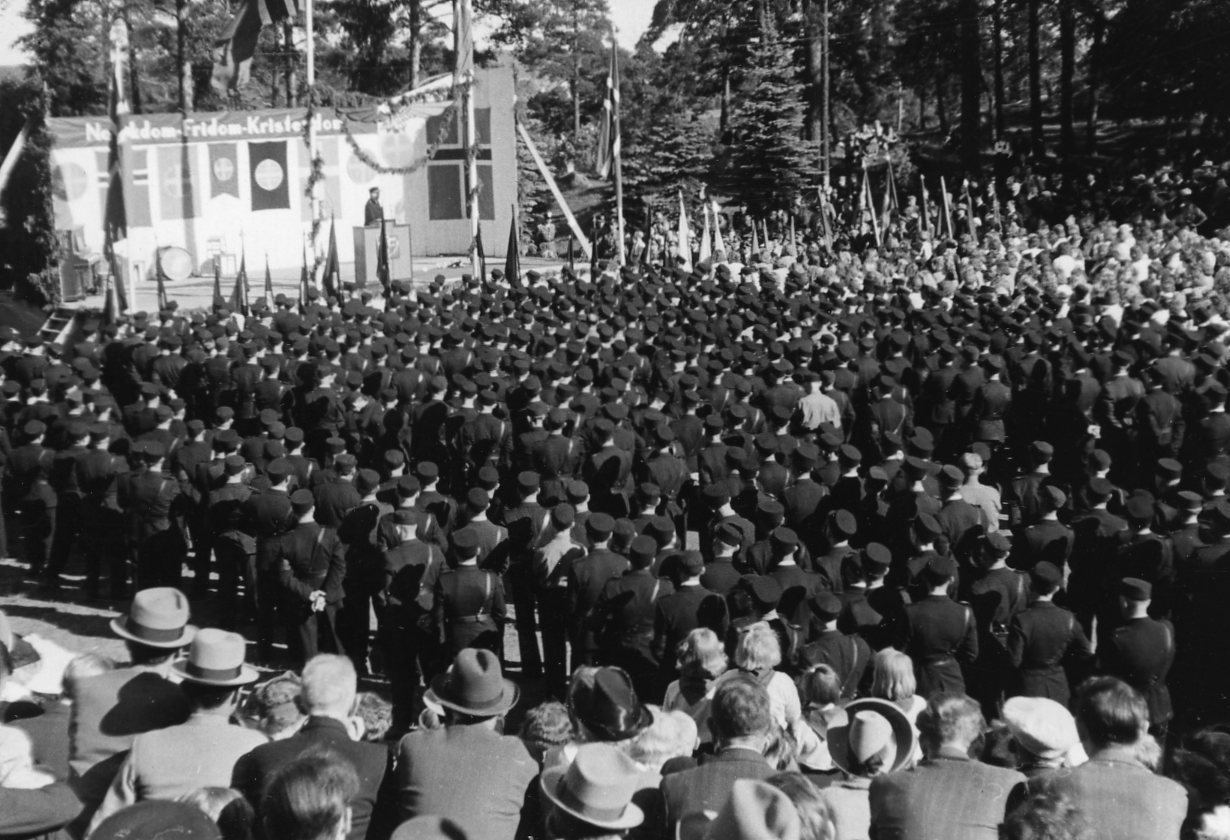
Vidkun Quisling en la tribuna habla a los miembros de Hirden en Halden.
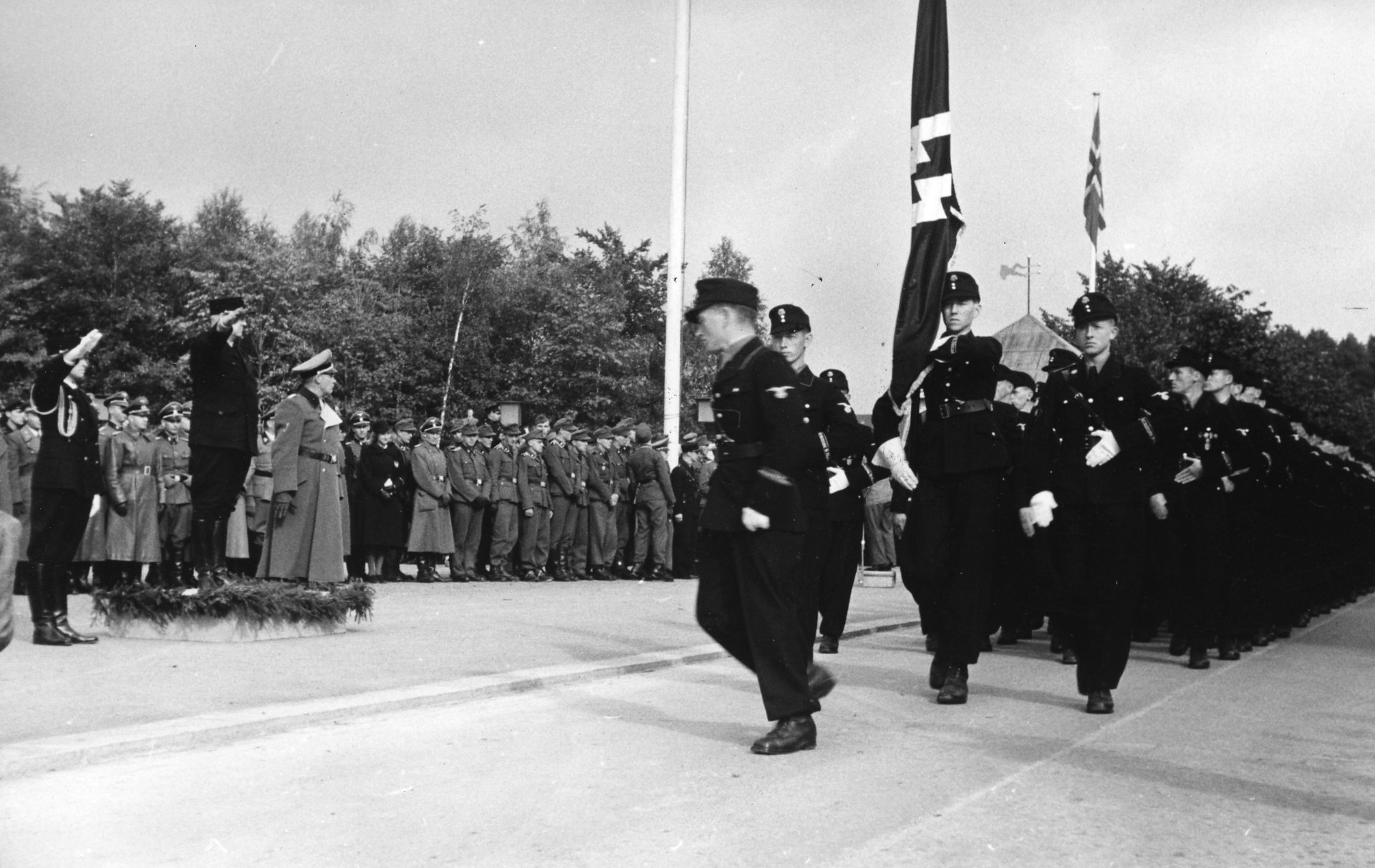
Marcha de miembros de Hirden para ser saludada por Quisling.
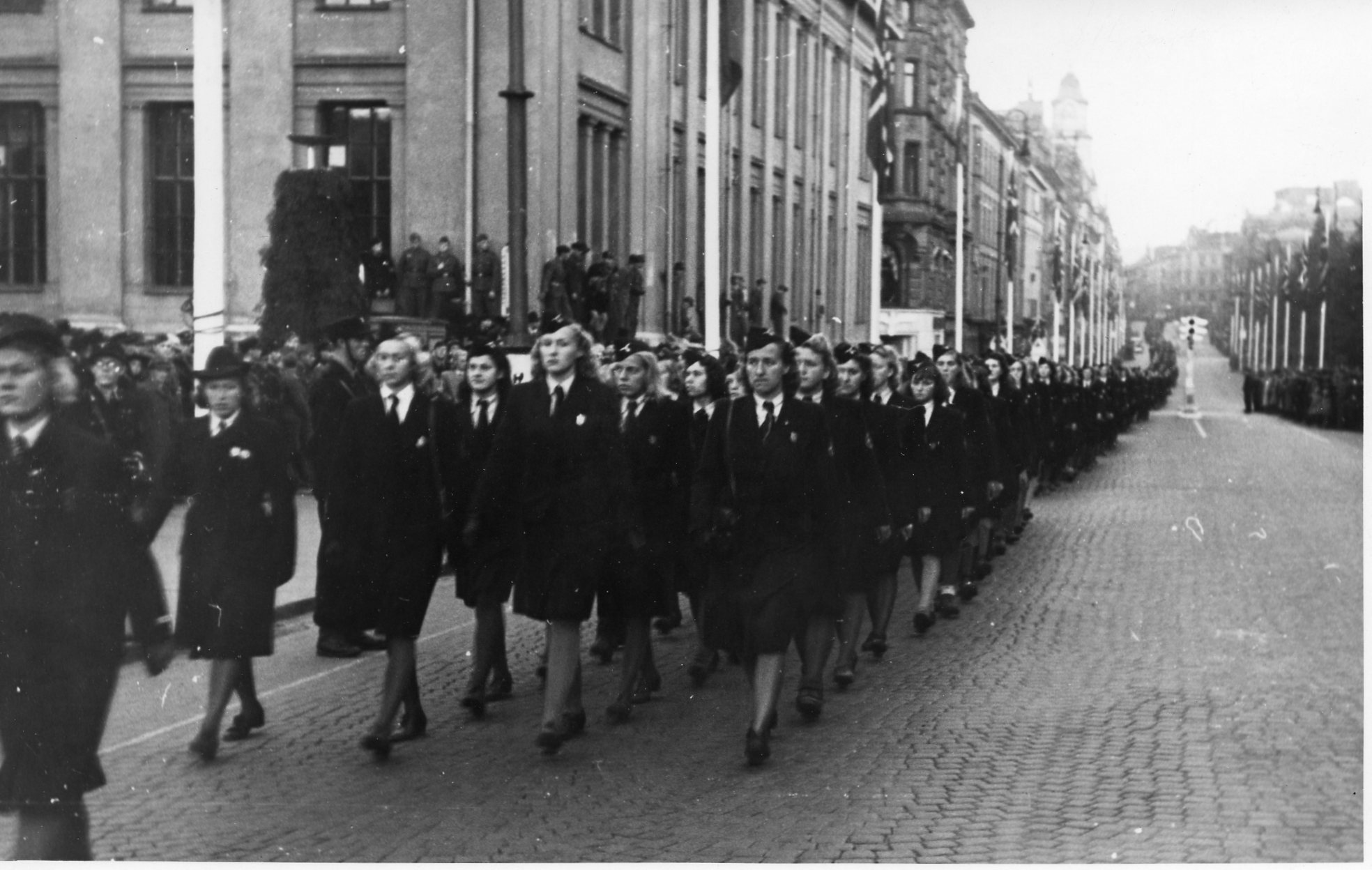
Las mujeres de Hirden marchan por la calle principal de Oslo.
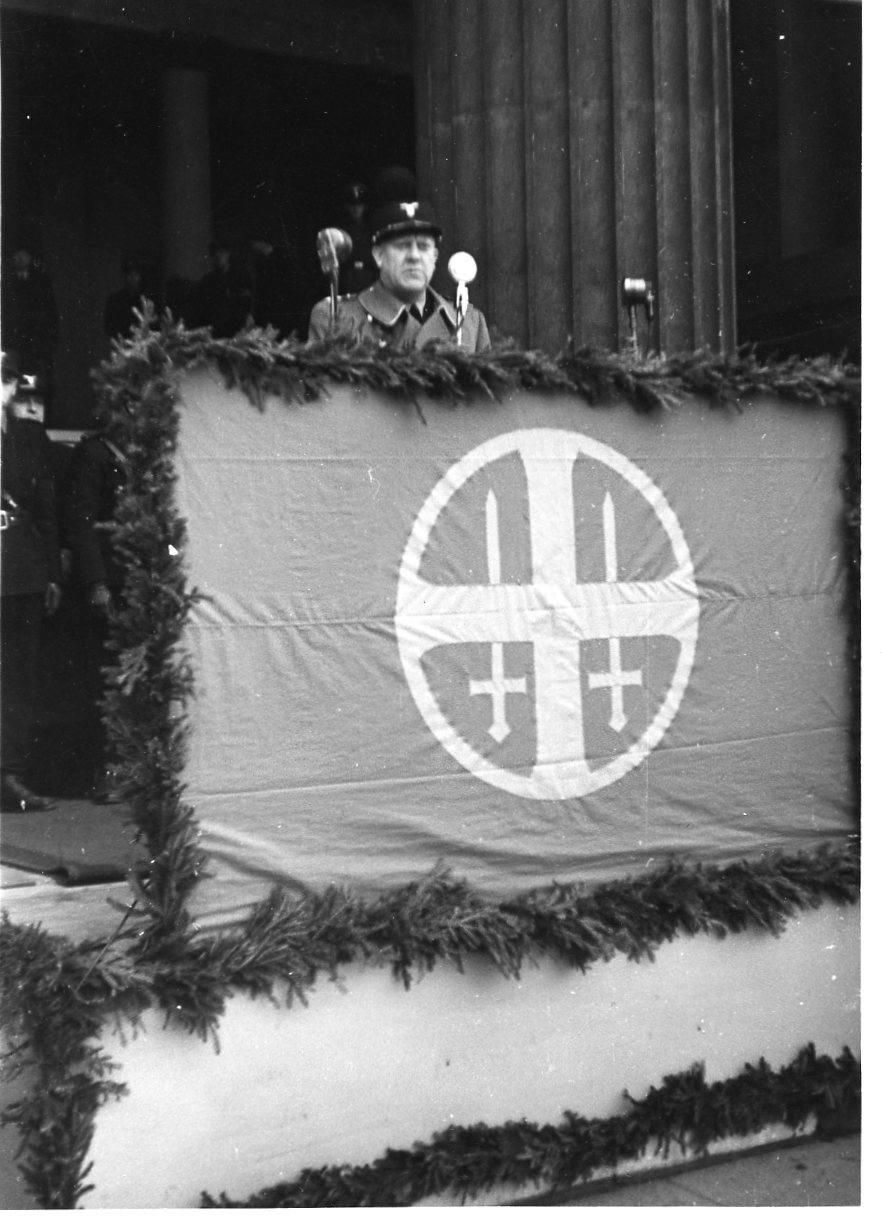
Quisling habla con miembros de Hirden después de haber prestado juramento.

## Rangos e insignias
| Insignia   | Rnago              | Traducción                        | Rango comparativo en la Wehrmacht |
| Hirdfører  | Hirdfører          | Hirdfører                         | Hirdfører                         |
| ---------- | ------------------ | --------------------------------- | --------------------------------- |
|            | Overste hirdsjef   | Jefe de Estado Mayor              |                                   |
|            | Regimentsfører     | Comandante de Regimiento          |                                   |
|            | Nestregimentsfører | Comandante del Segundo Regimiento |                                   |
|            | Fylkingfører       | Líder de condado                  |                                   |
|            | Sveitfører         | Líder de distrito                 |                                   |
|            | Nestsveitfører     | Segundo Líder de distrito         |                                   |
|            | Troppfører         | Líder de tropa                    |                                   |
| Underfører |                    |                                   |                                   |
|            | Kommandersersjant  | Comandante en Jefe                |                                   |
|            | Kvartermester      | Oficial de intendencia            |                                   |
|            | Overlagfører       | Superintendente                   |                                   |
|            | Furer              | Líder                             |                                   |
|            | Lagfører           | Líder de escuadrón                |                                   |
| Mannskap   |                    |                                   |                                   |
|            | Nestlagfører       | Segundo líder de escuadrón        |                                   |
|            | Speider            | Explorador                        |                                   |
|            | Nestspeider        | Hird primero                      |                                   |
|            | Hirdmann           | Hird raso                         |                                   |
| Fuente:    |                    |                                   |                                   |